# Grégory Bengaber
Grégory Bengaber, né le 5 mars 1997, aux Abymes, en France, est un joueur français de basket-ball. Il évolue au poste de meneur.

## Palmarès
- 3e du championnat d'Europe -20 ans 2017